# Ứng kích oxy hóa
Ứng kích oxy hóa là một sự mất cân bằng giữa sự sản xuất và hoạt động của các hình thái ôxi hoạt tính và khả năng của cơ thể sống trong việc khử các chất trung gian hoạt tính cao hay sửa chữa các hư hại do những chất này gây ra. Sự nhiễu loạn của trạng thái oxy hóa khử của các mô có thể gây ra các ảnh hưởng độc hại thông qua sự sản sinh của các peroxide và gốc tự do làm hư hại tất cả các thành phần của tế bào, trong đó bao gồm protein, chất béo và DNA. Một số hình thái ôxi hoạt tính có vai trò như các chất báo hiệu trong một hiện tượng gọi là sự báo hiệu oxy hóa khử.
Ứng kích oxy hóa là một nguyên nhân gây ra nhiều bệnh ở ngưởi, tỉ như xơ vữa động mạch, bệnh Parkinson, suy tim, nhồi máu cơ tim, bệnh Alzheimer, tâm thần phân liệt, rối loạn thần kinh lưỡng cực, hội chứng nhiễm sắc thể X mỏng manh và hội chứng mệt mỏi kinh niên; tuy nhiên ứng kích oxy hóa trong thời gian ngắn có thể là một yếu tố quan trọng trong việc ngăn chặn lão hóa bằng việc kích thích một quá trình gọi là hiệu ứng hưng phấn độc vật ở ti thể. Các hình thái ôxi hoạt tính cũng được hệ miễn dịch dùng để tiêu trừ các mầm bệnh.

## Ảnh hưởng về sinh học và hóa học
Về mặt hóa học, ứng kích oxy hóa liên quan tới hiện tượng tăng sinh các chất oxy hóa mạnh hay sự suy giảm đáng kể của các chất chống oxy hóa như glutathione. Hậu quả của ứng kích oxy hóa tùy thuộc vào mức độ của những biến đổi đó; ở mức độ nhẹ tế bào có thể tự xử lý được sự nhiễu loạn và khôi phục lại trạn thái ban đầu. Tuy nhiên, ứng kích oxy hóa ở mức độ nặng hơn có thể giết chết tế bào; thậm chí việc oxy hóa ở mức độ trung bình cũng có thể khơi mào quá trình tự hủy của tế bào còn ứng kích mức nặng hơn thì khiến tế bào bị hoại tử.
Một khía cạnh mang tính hủy diệt đặc biệt của ứng kích oxy hóa là sự sản sinh ra các hình thái ôxi hoạt tính, chúng bao gồm các gốc tự do và peroxide. Một số dạng mang tính oxy hóa kém hơn như superoxide có thể bị biến đổi bởi các phản ứng oxy hóa khử với kim loại chuyển tiếp hay bởi một số hợp chất oxy hóa khử khác (ví dụ quinone) để trở thành các dạng mang gốc tự do hoạt tính cao hơn và có thể gây hư hại cho tế bào ở quy mô lớn. Một phần lớn của các hậu quả lâu dài của ứng kích oxy hóa là việc DNA bị hư hại. Đa số các dạng chất bắt nguồn từ ôxi được sản sinh ở mức độ thấp bởi quá trình trao đổi chất kỵ khí và những tổn hại do chúng gây ra được sửa chữa thường xuyên. Tuy nhiên, ở các mức độ ứng kích oxy hóa nghiêm trọng đến mức gây ra hoại tử, các hư hại của ứng kích oxy hóa khiến lượng ATP bị suy kiệt, gây cản trở đến các cơ chế điều khiển quá trình tự hủy của tế bào và khiến cấu trúc tế bào sụp đổ tan tành.
| Chất oxy hóa                              | Mô tả |
| ----------------------------------------- | --- |
| •O2-, Ion âm superoxide                   | Trạng thái khử một điện tử của O2, hình thành trong nhiều phản ứng oxy hóa khử và bởi chuỗi chuyển điện tử. Nhìn chung nó có hoạt tính không quá cao tuy nhiên nó có thể sản sinh ion Sắt2+ từ các protein sắt-lưu huỳnh và ferritin. Trải qua quá trình dismutation để hình thành H2O2 một cách tự động hoặc được xúc tác bởi enzyme; nó là tiền thân của quá trình hình thành gốc tự do •OH (với xúc tác kim loại). |
| H2O2, Hiđrô peroxide                      | Trạng thái khử hai điện tử, hình thành bởi sự dismutation của •O2 hoặc bởi sự khử trực tiếp của O2. Tan trong chất béo và vì vậy có thể thẩm thấu qua màng sinh chất. |
| •OH, gốc tự do hydroxyl                   | Trạng thái khử ba điện tử, hình thành bởi phản ứng Fenton và sự phân hủy của peroxynitrit. Có hoạt tính cực kì cao: phần lớn các quan bào đều là mục tiêu của chúng. |
| ROOH, Hiđrô peroxide hữu cơ               | Hình thành bởi phản ứng của các gốc hóa học với các thành phần của tế bào như chất béo và các base của nucleotide. |
| RO•, alkoxy và ROO•, các gốc tự do peroxy | Các gốc hữu cơ với trung tâm là ôxi. Các dạng chất báo tham gia trong phản ứng peroxide hóa chất béo. Được sản sinh dưới sự có mặt của ôxi bởi sự cộng gốc hóa học vào liên kết đôi hay sự khử hydro. |
| HOCl, Acid hypoclorơ                      | Hình thành từ H2O2 bởi myeloperoxidase. Tan trong chất béo và có hoạt tính cao. Sẵn sàng oxy hóa các phần tử protein, bao gồm gốc thiol, gốc amin và methionine. |
| ONOO-, peroxynitrit                       | Hình thành trong một phản ứng chóng vánh giữa các gốc •O2- và NO•. Tan trong chất béo và có hoạt tính tương tự như HOCl. Nhận một proton từ acid peroxynitrơ, có thể trải qua sự đồng ly để hình thành gốc hydroxyl nitơ dioxide. |

Nguồn:

## Sản sinh và tiêu thụ các chất oxy hóa
Trong điều kiện bình thường của cơ thể người, một lượng nhỏ ôxi bị kích hoạt và mang hoạt tính hóa học cao đã bị rò rỉ ra khỏi ti thê trong quá trình phosphorylate oxy hóa. Tuy nhiên, trong trường hợp các vi khuẩn E. coli đột biến mà chuỗi chuyển điện tử không hoạt động thì lượng hiđrô peroxide được sản sinh ra không khác biệt đáng kể mấy so với các vi khuẩn bình thường; điều này có nghĩa là phần lớn lượng chất oxy hóa trong các cơ thể đó là sản phẩm của những quá trình do các enzyme khác xúc tác. Một khả năng là các flavoprotein hoạt động oxy hóa khử phức tạp đóng góp và việc sản xuất một phần nhỏ chất oxy hóa trong điều kiện bình thường.
Những enzyme khác có khả năng sản sinh ra superoxide là xanthine oxidase, các ezyme NADPH oxidase và cytochrome P450 oxidase. Quá trình sản sinh hiđrô peroxide được xúc tác bởi nhiều loại enzyme, trong đó có vài loại thuộc nhóm oxidase. Gốc oxy hóa hoạt tính cao đóng một vai trò quan trọng trong việc "báo hiệu" các hoạt động của tế bào, một quá trình gọi là sự báo hiệu oxy hóa khử. Chính vì thế, để bảo toàn tính nội cân bằng của tế bào, một sự cân bằng phải diễn ra giữa việc sản sinh chất oxy hóa và sự tiêu thụ chúng.
Các nghiên chất chống oxy hóa được nghiên cứu kỹ nhất là superoxide dismutase (SOD), catalase và glutathione peroxidase. Các chất chống oxy hóa mang tính enzyme được nghiên cứu ít hơn (nhưng cũng quan trông không kém) là các loại peroxiredoxin và sulfiredoxin. Một số enzyme có mang tính chống oxy hóa (mặc dù đó không phải là tính chất chính của chúng) bao gồm paraoxonase, các loại glutathione-S transferase và các loại aldehyde dehydrogenase.
Ứng kích oxy hóa góp phần làm tổn thương các mô sau quá trình chiếu xạ và hiện tượng thừa ôxi trong mô. Có những nghi ngờ (chưa được kiểm chứng) cho rằng nó đóng vai trò quan trọng trong các bệnh thoái hóa mô thần kinh như bệnh Lou Gehrig (gọi tắt là MND hay ALS), bệnh Parkinson, bệnh Alzheimer và bệnh Huntington. Ứng kích oxy hóa được cho rằng là có liên hệ tới một số bệnh tim mạch vì sự oxy hóa của lippoprotein tỉ trọng thấp (LDL) tại màng trong mạch máu là tiền đề của xơ vữa động mạch. Ứng kích oxy hóa cũng đóng vai trò quan trọng trong thiếu máu cục bộ do oxygen reperfusion injury theo sau sự thiếu ôxi trong mô. Nó bao gồm cả đột quỵ và đau tim. Ứng kích oxy hóa cũng có dính líu đến hội chứng mệt mỏi kinh niên.

## Chất chống oxy hóa với vai trò chất phụ thêm
Hiệu quả của việc dùng chất chống oxy hóa để ngăn ngừa bệnh tật cũng đang gây tranh cãi. Trong những cộng đồng người có sức khỏe ở trạng thái nguy hiểm cao như người hút thuốc, liều cao của chất beta carotene làm gia tăng tỉ lệ ung thư phổi. Những nhóm ít nguy hiểm hơn, việc dùng vitamin E giúp giảm bệnh tim. Đối với những bệnh khác (như bệnh Alzheimer), bằng chứng của hiệu quả của vitamin E dưới vai trò là chất phụ thêm vẫn còn nhiều tranh cãi. Vì thực phẩm hàng ngày hàm chứa nhiều loại carotenoid và vitamin E (tocopherol và tocotrienol), các nghiên cứu dịch tễ học dựa trên các tài liệu, bệnh án cũ có thể có kết quả không giống với kết quả của các thí nghiệm nhân tạo được thực hiện với các hợp chất được tách ly. Tuy nhiên, loại thuốc nitrone mang tên NXY-059 của công ty AstraZeneca đã thể hiện một số hiệu quả trong việc điều trị đột quỵ.
Ứng kích oxy hóa (như đã trình bày trong Thuyết gốc tự do về lão hóa của Harman) cũng được cho là đã đóng góp vào quá trình lão hóa. Trong khi có những bằng chứng mạnh cho thuyết này trong các sinh vật như Drosophila melanogaster và Caenorhabditis elegans, các bằng chứng gần đây trong phòng thí nghiệm của Michael Ristow cho thấy ứng kích oxy hóa cũng có thể làm tăng tuổi thọ của loài Caenorhabditis elegans bằng cách kích thích một phản ứng thứ cấp của cơ thể đối với sự gia tăng hàm lượng các chất hình thái ôxi hoạt tính trong thời gian đầu. Quá trình này ban đầu được gọi tên là hiệu ứng hưng phấn độc vật ở ti thể (mitohormesis) dựa trên một nền tảng hoàn toàn mang tính giả thuyết. Trong trường hợp của động vật có vú thì kết quả càng kém rõ ràng hơn. Các kết quả dịch tễ học gần đây ủng hộ hiệu ứng hưng phấn độc vật và thậm chí cho rằng các chất chống oxy hóa cũng có thể làm tăng nguy cơ mắc các bệnh thường thấy ở người (mặc dù kết quả này có phần bị ảnh hưởng bởi các nghiên cứu trên người hút thuốc).

## Chất xúc tác kim loại
Các kim loại chuyển tiếp như sắt, đồng, crôm, vanadi và côban có khả năng tham gia xúc tác các phản ứng oxy hóa khử trong đó một điện tử có thể được nhận hoặc bị cho đi bởi nguyên tử kim loại. Việc cho/nhận điện tử này giúp xúc tác các phản ứng sản sinh ra gốc tự do và có thể tạo ra hình thái ôxi hoạt tính. Phản ứng quan trong nhất đó là phản ứng Fenton và phản ứng Haber-Weiss, trong đó một gốc tự do hydroxyl được sản sinh ra từ sắt trong trạng thái khử và hiđrô pêroxide. Các gốc tự do hydroxyl có thể làm biến đổi các amino acid (ví dụ meta-tyrosine và ortho-tyrosine hình thành từ phenylalanine), cacbohydrat, khơi mào sự pêroxide hóa chất béo và oxy hóa các base nucleotid. Phần lớn các enzyme tham gia xúc tác sự sản sinh hình thái ôxi hoạt tính bao hàm một trong những kim loại nêu trên. Sự hiện diện của các kim loại đó trong cơ thể sống ở dạng không phức hợp (tức là không nằm trong một protein hay các phức hợp kim loại mang tính bảo vệ) có thể làm tăng đáng kể mức độ ứng kích oxy hóa. Ở cơ thể người, hiện tượng thừa sắt trong cơ thể có liên quan tới sự tăng mức độ sắt ở trong các mô, bệnh Wilson với việc tăng mức độ đồng và ngộ độc mangan với việc tiếp xúc nhiều với quặng mangan.
Phản ứng của các kim loại chuyển tiếp với protein bị oxy hóa bởi các hình thái ôxi hoạt tính hay hình thái nitơ hoạt tính có thể sản sinh ra các sản phẩm hoạt tính cao tích tụ theo thời gian, điều này sẽ gây ra bệnh tật và sự lão hóa. Ví dụ đối với các bệnh nhân bị bệnh Alzheimer, chất béo và protein bị pêroxide hóa tích tụ trong tiêu thể của tế bào não bệnh nhân.

## Các chất không phải kim loại có tác dụng xúc tác phản ứng oxy hóa khử
Bên cạnh các kim loại, một số hợp chất hữu cơ cũng là chất xúc tác cho quá trình sản sinh hình thái ôxi hoạt tính. Một trong những loại chất xúc tác quan trọng nhất là quinone. Quinone có thể xúc tác quá trình oxy hóa khử bằng các nhóm liên hợp semiquinone hydroquinone, trong một số trường hợp xúc tác cho sự sản sinh của superoxide từ điôxi hay hiđrô pêroxide từ superoxide. Hình thái ôxi hoạt tính được sản sinh ra bởi acid uric có thể là một nhân tố gây ra hội chứng Lesch-Nyhan, đột quỵ và hội chứng trao đổi chất. Tương tự như thế, việc sản sinh hình thái ôxi hoạt tính dưới sự hiện diện của homocysteine có thể là một nhân tố gây ra bệnh thiếu hụt cystathionine beta synthase, cũng như xơ vữa động mạch, đột quỵ và Alzheimer.

## Hệ thống miễn dịch
Hệ thống miễn dịch lợi dụng các hậu quả khủng khiếp của các chất oxy hóa bằng cách sản sinh ra những hình thái oxy hóa như phần trọng tâm của cơ chế tiêu diệt mầm bệnh; với thể thực bào sản xuất cả hai loại hình thái ôxi và nitơ hoạt tính. Các "sản phẩm" của chúng bao gồm superoxide (•O2-), mônoxide nitơ (•NO) và sản phẩm có hoạt tính đặc biệt cao của chúng, peroxynitrite (ONOO-). Mặc dù việc sử dụng các hợp chất có hoạt tính cao như vậy sẽ làm tổn hạn đến tế bào chủ mang mầm bệnh, tính chất không chuyên hóa của các chất oxy hóa trên là một thế mạnh của chúng vì tất cả mọi thành phần của mục tiêu sẽ bị các chất này hủy diệt, điều này giúp ngăn chặn mầm bệnh thoát khỏi sự phản công của hệ miễn dịch bằng cách đột biến để thay đổi thành phần hóa học của chúng.